# Rifu
Rifu (利府町?) è una cittadina giapponese della prefettura di Miyagi.